# Hydroglyphus angularis
Hydroglyphus angularis là một loài bọ cánh cứng trong họ Bọ nước. Loài này được Klug miêu tả khoa học năm 1834.